# Charles de Gramont
Charles de Gramont (né en Gascogne, mort en 1544 à l'abbaye de Sordes) est un prélat navarrois du XVIe siècle.

## Biographie
Charles est le fils de Roger de Gramont, seigneur de Bidache et d'Éléonore de Béarn. Son frère est le cardinal Gabriel de Gramont, archevêque de Bordeaux et de Toulouse. Charles est d'abord désigné en 1514 comme évêque de Pamiers en concurrence avec l'ancien titulaire du siège Amanieu d'Albret qui est finalement rétabli. Il est alors nommé évêque de Couserans en 1515 à la suite du retrait en sa faveur de Jean d'Aule, puis évêque d'Aire en 1523.
En 1521, il représente brièvement le roi de Navarre à Pampelune après la libération de la ville.
Il est élu archevêque de Bordeaux en 1530 en succession de son frère Gabriel. Il est en même temps gouverneur de facto de la Guyenne en l'absence des gouverneurs titulaires Odet de Foix et Henri d'Albret. En tant qu'archevêque de Bordeaux, il fait bâtir en 1530-1534 le jubé de la cathédrale Saint-André de Bordeaux.